# Операция «Крконоше»
Операция «Крконоше» — (чеш. Operace Krkonoše) была запланированной военной интервенцией стран Варшавского договора в Польшу в декабре 1980 года. Её целью было подавление независимого профсоюзного движения «Солидарность», которое выступало против коммунистического режима в Польше. Однако, по решению Советского Союза, эта интервенция не была осуществлена.

## Предыстория
В 1980 году Польша столкнулась с серьёзными экономическими трудностями, что привело к массовым забастовкам рабочих. В августе 1980 года в Гданьске было создано независимое профсоюзное движение «Солидарность» под руководством Леха Валенсы. К осени 1980 года в «Солидарность» вступило около 10 миллионов человек, что составляло значительную часть трудоспособного населения страны. Движение выдвигало требования экономических и политических реформ, что вызывало обеспокоенность у руководства Советского Союза и других стран Варшавского договора.

## Планы интервенции
В начале декабря 1980 года страны Варшавского договора начали подготовку к возможной военной интервенции в Польшу под прикрытием учений «Союз-80». В этих учениях планировалось задействовать войска из Советского Союза, Чехословакии и ГДР. Чехословацкая народная армия (ČSLA) мобилизовала 1-ю танковую дивизию из Слани и 9-ю танковую дивизию из Табора. 6 декабря 1980 года более 17 000 чехословацких солдат, 540 танков, 260 боевых машин пехоты и 330 бронетранспортёров начали движение к польской границе. 1-я танковая дивизия направлялась через Мельник на Мимонь и Гаррахов, а 9-я танковая дивизия — через Хрудим и Яромерж к пограничному переходу в Находе. Солдаты были снабжены боевыми патронами, что свидетельствовало о серьёзности намерений.

## Отмена операции
Несмотря на подготовку, приказ о пересечении польской границы так отдан и не был. В Москве проходили переговоры о дальнейших действиях; представители Чехословакии и ГДР выступали за интервенцию, тогда как Венгрия и Румыния были против. Польские власти заверили Советский Союз в своей способности самостоятельно справиться с ситуацией. Учитывая также занятость советских войск в Афганистане, было принято решение отказаться от интервенции. 9 декабря 1980 года войска получили приказ вернуться в свои казармы.

## Последствия
Хотя операция «Крконоше» не была реализована, угроза военной интервенции оставалась. В декабре 1981 года генерал Войцех Ярузельский ввёл военное положение в Польше, заявив, что это необходимо для предотвращения советской интервенции. Таким образом, операция «Крконоше» стала одним из эпизодов холодной войны, демонстрирующим готовность стран Варшавского договора к военному вмешательству в дела союзных государств с целью сохранения коммунистических режимов.